# Marian Aprodu
Marian Aprodu (n. 8 august 1970, București, România) este un matematician, membru corespondent al Academiei Române (din 2022).
În prezent, este profesor universitar și conducător de doctorat la Facultatea de Matematică și Informatică a Universității din București.